# Leioproctus phillipensis
Leioproctus phillipensis är en biart som först beskrevs av Rayment 1953.  Leioproctus phillipensis ingår i släktet Leioproctus och familjen korttungebin. Inga underarter finns listade i Catalogue of Life.